# Claydee
Klejdi Llupa (* 7. června 1985 Athény), známý jako Claydee Lupa a Bang La Decks, je albánsko-řecký hudebník, producent a skladatel. Je jedním z nejvíce nadějných mladých umělců, který ovlivňuje v posledních letech řeckou hudbu a několikrát se umístil se svými písněmi i mezinárodně. Jeho hit Mamacita Buena se stal jeho první španělskou popovou písní, která na YouTube zaznamenala 27 milionů zhlédnutí do roka od vydání. Pohybuje se v žánrech dance-pop, RnB a electro house.

## Mládí
Claydee se narodil v Albánii. Do Athén se s rodinou odstěhoval v době, kdy mu byly 4 roky. Po dokončení střední školy odešel studovat audio inženýrství na SAE (Mezinárodní technologická kolej), kde úspěšně zakončil svá studia v roce 2006 a rok poté se dostal na univerzitu v Middlesex. V roce 2008 začal pracovat pro řeckou verzi MTV.

## Kariéra

### Producent a skladatel
Během spolupráce s MTV získal spoustu zkušeností, které později využil v kombinaci se svým hudebním nadáním. Zanedlouho se stal producentem a skladatelem pod jménem Beetkraft. Vydal píseň The End, kterou vydala společnost Sony a ihned se stala hitem britských klubových žebříčků. Od této chvíle psal a vydával písně pod svým vlastním jménem. V roce 2011 se pak hitem roku podle MADTv stala píseň Last Summer od Nikose Ganose, kterou Claydee vydal. Píseň byla vydána společností Heaven Music a dostala se do 35 zemí.

### Vlastní práce
Jako umělec vydal vlastní píseň Call Me, která se na MADTv stala nejlepším tanečním klipem roku 2011. Jeho druhá nahrávka Deep Inside se dostala mezi nejposlouchanější hity v zimě 2011. Nicméně jeho největší úspěch se dostavil v létě 2012 s mezinárodním hitem Mamacita Buena, která se stala první řeckou nejvíce sledovanou řeckou písní roku. Mezinárodní úspěch mu poté přineslo nominaci na nejlepšího řeckého umělce na MTV Europe Music Awards. Hned na to Claydee vydává hit Sexy Papi, který opět prorazil do předních příček v Řecku, Polsku a Srbsku. Coca-Cola mu poté nabídla v létě 2013 nabídla spolupráci na turné. To mu přineslo další mezinárodní úspěch a vystupoval v Řecku, Kypru, Albánii, Srbsku, Polsku, Rumunsku, Rusku, Kanadě, USA, Švédsku a Itálii.

## Osobní život
Po pár letech působení v Řecku přijal jméno Nikodimos. Mimo jiné je také profesionálním tanečníkem latinských tanců. Má jednoho syna.